# Giuseppe Giraldi
Giuseppe Giraldi (* 4. Juni 1848 in Larciano; † 5. Mai 1901 in der zentralchinesischen Provinz Shaanxi) war ein italienischer Geistlicher und Botaniker.
Während seines Aufenthalts als Missionar eines franziskanischen Ordens in China (von 1889 bis zu seinem Tod) sammelte er in großem Umfang Herbarbelege und Pflanzensamen und schickte sie nach Europa. Damit trug er erheblich zur botanischen Erforschung Zentralchinas bei. Herbarbelege aus seinen Sammlungen finden sich in vielen bedeutenden Herbarien, unter anderem in Florenz, Berlin und Paris. Zahlreiche Pflanzenarten wurden nach ihm benannt, z. B. die Chinesische Schönfrucht (Callicarpa giraldii) oder die Seidelbast-Art Daphne giraldii.